# Малдикаси (Вурнарський район)
Малдика́си (рос. Малдыкасы, чув. Малтикас Ялтăра) — присілок у складі Вурнарського району Чувашії, Росія. Входить до складу Азімсірминського сільського поселення.
Населення — 221 особа (2010; 235 у 2002).
Національний склад:
- чуваші — 99 %